# Maracanã (Cariacica)
O bairro Maracanã está localizado na região 11 do município de Cariacica, Espírito Santo, Brasil.